# 안드레이 니콜리신
안드레이 바실리예비치 니콜리신(러시아어: Андре́й Васи́льевич Николи́шин, 1973년 3월 25일~)은 러시아의 아이스하키 선수, 지도자로 포지션은 레프트윙이다. 내셔널 하키 리그(NHL)의 하트퍼드 웨일러스, 워싱턴 캐피털스, 콜로라도 애벌랜치, 시카고 블랙호크스 소속으로 활동했으며 NHL 통산 628경기에 출전하여 280득점을 기록했다.
국제 대회에 러시아 국가대표 선수로 활동하여 2002년 동계 올림픽에서 동메달을 획득했고, 1993년 세계 선수권 대회에서 우승을 차지했다.